# Gabriel Vicente Gahona
Gabriel Vicente Gahona (Picheta) fue un caricaturista, pintor, dibujante y grabador mexicano, nacido en Mérida, Yucatán, el año de 1828. Falleció en la misma ciudad. Se le conoció más amplia y popularmente por el seudónimo de Picheta. Hijo único de un capitán de la marina mercante española, Gabriel Gahona Tuduri, que se había establecido en Yucatán después de casarse con una yucateca, doña Salomé Pasos Ceballos, en la época en que se consumaba el proceso de independencia de Yucatán. 
Fue un artista esencialmente autodidacta de talento reconocido y capacidad de innovación, que desarrolló algunas técnicas e introdujo otras para realizar los primeros grabados en madera que se hicieron en Yucatán. Tuvo un agudo sentido de la crítica política y social, lo que hizo que su trabajo se popularizara rápidamente y gozara del favor de un público que lo admiró a mediados del siglo XIX, época de gran inestabilidad en Yucatán en razón de la llamada Guerra de Castas, de las tensiones que se dieron entre Yucatán y el México centralista de entonces y de las intensas pugnas entre facciones políticas locales (mendistas y barbachanistas) que finalmente concluyeron con la escisión del territorio del estado de Yucatán y la creación a partir de ello del estado de Campeche.
También fue presidente del Ayuntamiento de Mérida en 1881 durante el gobierno del Teodosio Canto. Se conocen tres biografías publicadas de Picheta: la escrita por Eduardo Urzaiz Rodríguez para la Enciclopedia Yucatanense; la editada por Jaime Erosa Díaz y recientemente, en 1998, la escrita por Michel Antochiw Kolpa y publicada por el gobierno del estado de Yucatán. 

## Trayectoria artística
Siendo su familia de escasos recursos,  en 1845 el gobierno del estado de Yucatán, por el talento que se le reconocía, le otorgó una beca —cosa inusual para la época—, para estudiar arte pictórico en el extranjero. Su destino debió haber sido Europa, pero se sabe que, por razones desconocidas, se quedó en Cuba donde aprendió técnicas de grabado. En 1847, ya de regreso en Yucatán, se integró a un grupo de jóvenes para editar la revista Don Bullebulle que criticaba fuertemente las costumbres sociales de la época y en la que estrenó su seudónimo de Picheta tomado de la palabra francesa "Pichet" (Jarra), con varias decenas de grabados que le abrieron paso artísticamente. 
No se consideró, él mismo, un grabador de talento ya que a su propio decir, publicado en el segundo número de la revista citada: 

"...en el arte de grabar no ofrezco enseñar mucho, pues bien sabe el público que sin maestro, sólo a costa de infatigables esfuerzos y desvelos pude lograr algún conocimiento..."

No obstante, su capacidad artística quedaría consagrada ante su público mediante esas publicaciones. La fama que alcanzó no fue apreciada, sin embargo, por las autoridades de Yucatán que eran criticadas por el artista y bien pronto la respuesta desde el poder se hizo sentir, al obligarse mediante reclutamiento forzoso, a "tan insolente personaje" a marchar con las tropas estatales a combatir a los mayas sublevados en la violenta guerra de Castas que acababa de estallar. Solamente la suerte y la influencia de algunos admiradores hicieron que Picheta retornara con vida a su ocupación en la revista Don Bullebulle.
No por mucho tiempo, sin embargo, ya que por presiones políticas la revista debió cerrar definitivamente al poco tiempo. Ya sin el seudónimo de Picheta colaboró más adelante en otra revista llamada La Linterna, en la que se identificó únicamente por su peculiar estilo ya que sólo firmaba con un "R", que se supone era la descomposición de la P de Picheta y la G de Gahona. 
Picheta fue un artista crítico de los tiempos y las costumbres de la sociedad yucateca en que vivió. Las luchas entre centralistas y federalistas, la Guerra de Castas en la que los sublevados mayas arrinconaron a los Dzules (dícese en lengua maya de los hombres blancos en el poder, los que mandan, los que gobiernan) y muchas escenas de la vida cotidiana en la Península, fueron los temas principales que dibujó y grabó este maestro del crayón, la gubia, el buril y la dura madera del zapote en que, a falta de otros materiales más idóneos para su tarea de grabador, utilizó en su arte decimonónico.
Después de su muerte, su obra permaneció propiamente guardada y olvidada hasta 1938, en que sus maderas originales son "re-descubiertas" en el Museo Histórico y Arqueológico de Mérida al que fueron donadas a principios del siglo XX por sus descendientes. Hoy, se le considera como precursor de José Guadalupe Posada y un gran intérprete de la vida mexicana del siglo XIX. Francisco Díaz de León, grabador mexicano, le reconoce un mérito indiscutible y Paul Whestein, importante crítico del arte, de él dice:

"...este hombre es un maestro del grabado en madera. Un representativo del crear en el siglo XIX y un asombroso artista de su tierra..."

Se le reconoce también que anticipándose a lo que se daba en México en ese entonces, Gahona inició en su estado, alejado del gran mundo del arte, solo, sin ayuda y sin referencias conocidas, la enseñanza del arte del grabado en un taller propio. De eso habla Díaz de León señalando 

(mientras Gahona tenía ya su academia)"...en México la enseñanza formal del grabado empezó en 1853 en la Academia Nacional de San Carlos y para el objeto fue traído de Londres, contratado por cinco años, el grabador inglés George Periam..."

## Reconocimientos
- Existe en la Ciudad de Mérida un pasaje nombrado en su memoria el Pasaje Picheta, ubicado en los bajos del Palacio de Gobierno, en la plaza mayor de capital de Yucatán.
- Algo de la obra del autor está expuesta en el Pinacoteca del Estado de Yucatán “Juan Gamboa Guzmán” donde también se exhibe su prensa litográfica.[3]